# Икирё
Икирё (生霊), сорё или сэйрэй — в японской мифологии — проявление души живого человека отдельно от тела в виде призрака, который может выглядеть как обычный человек.
Традиционно считается, что если кто-то держит внутри сильную обиду против другого человека, то часть его души или душа целиком может временно оставить тело и появиться перед объектом недовольства для того, чтобы его проклясть или иным образом причинить тому вред, вызвав сглаз или порчу. Однако это временное разделение может стать постоянным, и человеческое тело, оставшееся без души, умрёт.
Человек, чья душа, побыв в образе икирё, вернулась в тело, как правило, не помнит о происшедшем с ним в «астральном виде».
Буддистская литература описывает икирё как духа, избавиться от которого особенно трудно.